# 幸福路上 (歌曲)
〈幸福路上〉（英語：On Happiness Road）是臺灣歌手蔡依林的歌曲。該歌曲由李焯雄和林煌坤作詞、米奇林和林家慶作曲、陳建騏製作。該歌曲為電影《幸福路上》主題曲，於2017年11月20日由凌時差音樂以單曲形式發行。

## 背景和發行
2017年11月13日，電影《幸福路上》的Facebook專頁搶先釋出主題曲〈幸福路上〉的45秒片段，雖未公開演唱者姓名，但不少網友憑歌聲猜測為蔡依林所唱。同月20日，蔡依林正式發行該電影主題曲〈幸福路上〉。
她表示接下演唱任務一方面是受到電影精神的打動，另一方面則是為了獻給自己的家鄉新莊。巧合的是，導演宋欣穎和蔡依林皆出生於新莊。宋欣穎表示蔡依林是她心目中詮釋這首主題曲的不二人選，不僅因為她是蔡依林的歌迷，更因蔡依林本身的生命歷程正呼應電影主角的故事：「努力追求肯定與完美，努力去愛，即使遍體鱗傷，仍堅持追尋幸福。蔡依林是故鄉土地孕育的野生玫瑰，美麗又堅韌。」
該歌曲的MV由宋欣穎親自執導，並於同日上線。

## 創作和錄製
該歌曲中蔡依林採用溫暖有力的唱法，表示此次演唱方式不同於以往詮釋快歌或抒情歌，旨在以述說的方式呈現〈幸福路上〉中女孩的故事。她同時希望透過歌曲祝福每位努力生活的人，強調平凡之物的珍貴，並指出即使面對挫折受傷，只要真心接納自己、放慢腳步，即能找到最簡單的幸福。歌曲結尾部分的歌詞和旋律取自鳳飛飛的〈祝你幸福〉。

## 封面
單曲封面使用了蔡依林三歲時的童年照片，呼應電影女主角林淑琪的提問：「成為你理想中的大人了嗎？」

## 評價
知乎專欄樂評人樹娃評價，〈幸福路上〉編排簡潔，走溫情路線，蔡依林的演繹自然且暖心，作品適合冬日聆聽，能帶來溫暖感受。樹娃認為歌手發行非專輯收錄的單曲時，壓力較小，反而使音樂情感表達簡單真摯，動人效果增強。

## 商業表現
單曲〈幸福路上〉於QQ音樂、酷狗音樂、酷我音樂及咪咕音樂發行付費數位版本，為蔡依林首次在中國大陸發行的付費數位音樂作品。該單曲在中國大陸數位銷量超過17萬張。

## 現場表演
2017年11月25日，蔡依林參加「第54屆金馬獎頒獎典禮」，並表演〈幸福路上〉。同年12月16日，她出席「第11屆音樂盛典咪咕匯」，亦演唱該歌曲。

## 排行榜
| 排行榜（2017年）   | 最高排名 |
| ------------------ | -------- |
| 中國大陸（告示牌） | 8        |

## 幕後人員
- 董運昌—吉他
- 劉涵—弦樂編寫、大提琴
- 蔡曜宇—小提琴
- 盧思蒨—小提琴
- 甘威鵬—中提琴
- 單為明—錄音工程師
- 溫奕哲—錄音工程師
- Lights Up Studio—錄音室
- 皮老闆錄音室—錄音室
- 林正忠—混音工程師
- 白金錄音室—混音錄音室

## 發行歷史
| 地區 | 日期          | 格式              | 經銷商     |
| ---- | ------------- | ----------------- | ---------- |
| 全球 | 2017年6月20日 | 數位下載 串流媒體 | 凌時差音樂 |

## 外部連結
- YouTube上的〈幸福路上〉（幕後花絮）